# Madarose
Madarose é a perda ou queda de cílios, resultando na diminuição do número de cílios na pálpebra. Quando a madarose é total tem o mesmo significado de alopécia ciliar. Quando parcial, o termo madarose é mais utilizado. A madarose é usualmente a expressão de um problema orgânico, entretanto, há casos funcionais nos quais a perda de cílios decorre de auto-agressão, conhecida como tricotilomania.